# John-Gletscher
Der John-Gletscher ist ein Gletscher im westantarktischen Queen Elizabeth Land. In der Neptune Range der Pensacola Mountains fließt er vom Median-Schneefeld entlang der Nordflanke des Hannah Ridge in nordwestlicher Richtung.
Das UK Antarctic Place-Names Committee benannte ihn 2010. Namensgeber ist der britische Geomorphologe Brian John, der sich von den 1960er bis zu den 1980er Jahren mit der Antarktischen Halbinsel und den subantarktischen Inseln befasst hatte.